# Andrzej Szajewski

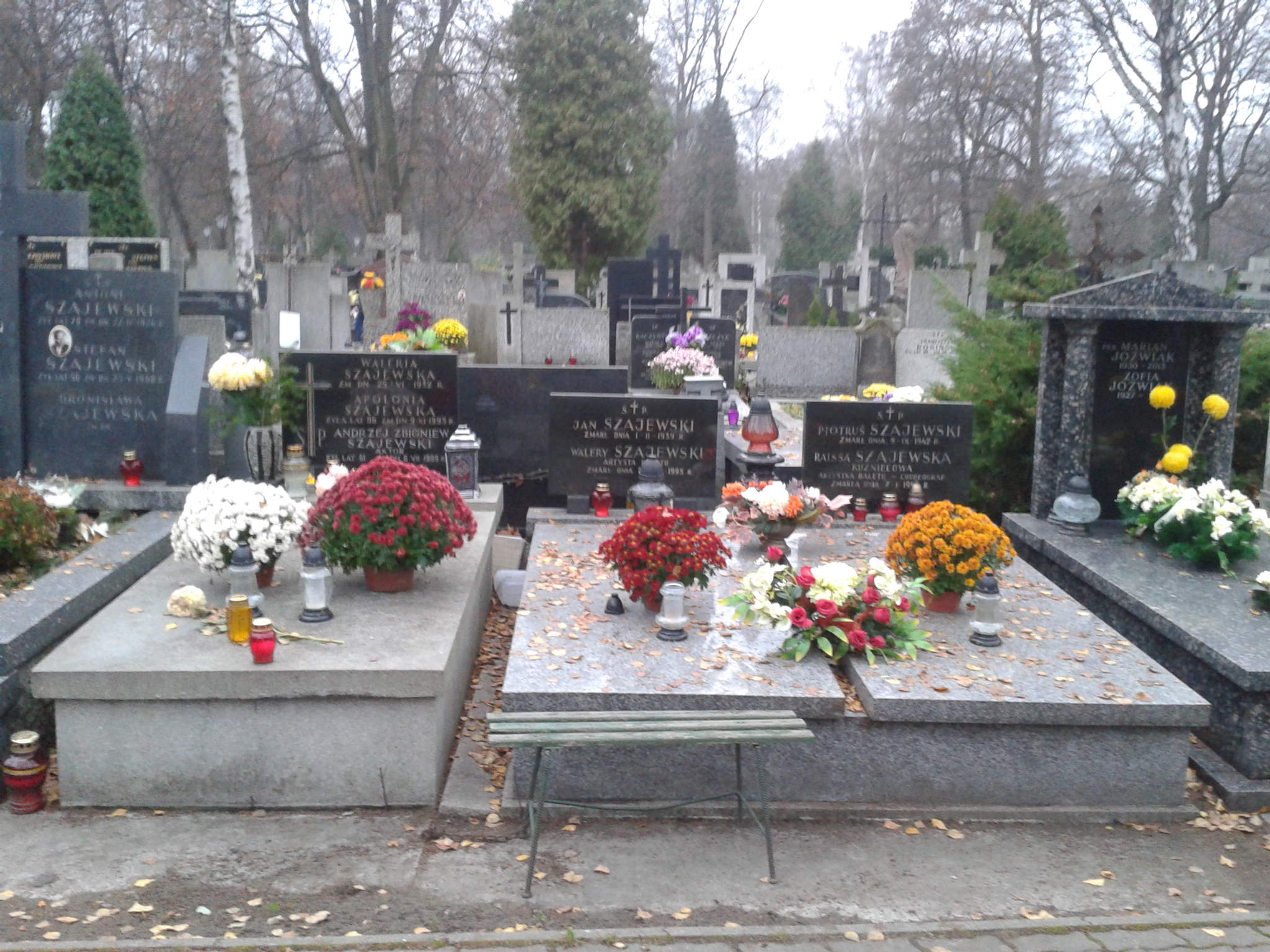
Groby rodziny Szajewskich na cmentarzu Bródnowskim, pierwszy z lewej grób Andrzeja Szajewskiego

Andrzej Szajewski (ur. 10 listopada 1937 w Warszawie  – zm. 6 lipca 1999, tamże) – polski aktor i piosenkarz. Jego żoną była Aleksandra Górska, z którą miał dwóch synów.

## Życiorys
Studiował w Konserwatorium Muzycznym w klasie śpiewu prof. Halfterowej. Zadebiutował 13 czerwca 1960 roku. Jego pierwszą rolą filmową był udział w 1961 roku w filmie Tarpany. W tym samym roku ukończył studia na PWST w Warszawie. Później występował w Teatrze Wyspiańskiego w Katowicach (1961-64), gdzie poznał swoją przyszłą żonę Aleksandrę Górską. Z Katowic trafił do Teatru Słowackiego w Krakowie (1964-71). Po powrocie do Warszawy dostał angaż w Teatrze Polskim w (1971-78). Często występował w telewizji i na estradzie, zdobywał nagrody na festiwalach piosenki. W latach 80. współpracował ze Stołeczną Estradą, jeździł z koncertami po Polsce, wyjeżdżał też za granicę, śpiewał piosenki z lat dwudziestych oraz francuskie przeboje.
Pochowany na cmentarzu Bródnowskim w Warszawie (kwatera 18A-1-9).

## Wybrana filmografia
- 1962: Czerwone berety jako Jerzy Kardas
- 1971: Brylanty pani Zuzy jako Robert
- 1971: Podróż za jeden uśmiech jako kierowca ciężarówki jadącej do Wejherowa
- 1977: Lalka jako Wrzesiński
- 1977: Wakacje jako Niemiec
- 1983: Katastrofa w Gibraltarze jako pułkownik Andrzej Marecki